# Ampharete borealis
Ampharete borealis är en ringmaskart som först beskrevs av Sars 1856.  Ampharete borealis ingår i släktet Ampharete och familjen Ampharetidae. Inga underarter finns listade i Catalogue of Life.